# مسجد آیت‌الله عدنانی
مسجد آیت الله عدنانی مربوط به دوره قاجار است و در بابل، خیابان مدرس، بافت قدیم شهر واقع شده و این اثر در تاریخ ۲۴ اسفند ۱۳۸۳ با شمارهٔ ثبت ۱۱۵۲۵ به‌عنوان یکی از آثار ملی ایران به ثبت رسیده است.